# Connor Wickham
Connor Neil Ralph Wickham (Hereford, 1993. március 31. –) angol labdarúgó, a Sheffield Wednesday játékosa kölcsönben a Crystal Palace csapatától. Rendelkezik északír állampolgársággal is.
Az angol korosztályos labdarúgó-válogatottak tagjaként részt vett 2011-es U17-es (itt megkapta a torna legjobb játékosának járó díjat), a 2011-es és 2013-as U21-es labdarúgó-Európa-bajnokságon.